# جوان براشاو
جوان براشاو (بالإنجليزية: Joanne Bradshaw)‏ هي منافسة ألعاب القوى أسترالية، ولدت في 8 نوفمبر 1961 في Yallourn ‏ في أستراليا.

## روابط خارجية
- جوان براشاو على موقع النتائج التاريخية لألعاب القوى الأسترالية (الإنجليزية)
- جوان براشاو على موقع Paralympic.org (الإنجليزية)